# یاس‌سنت‌آندراش
یاس‌سنت‌آندراش (به مجاری:  Jászszentandrás) یک منطقهٔ مسکونی در مجارستان است که در ناحیه یاس‌آپاتی واقع شده‌است. یاس‌سنت‌آندراش ۴۴٫۳۳ کیلومتر مربع مساحت و ۲٬۴۴۰ نفر جمعیت دارد.